# José Goñi
José Mario Goñi Carrasco (Concepción, 28 de fevereiro de 1948) é um economista, académico, investigador, consultor, político, diplomata e escritor chileno, membro do Partido pela Democracia (PPD). Foi ministro de Estado da presidente Michelle Bachelet durante o seu primeiro governo, na pasta da Defesa Nacional, de 2007 a 2009, e embaixador nos Estados Unidos, Suécia (1997-2000), Itália (2000-2004) e México (2005-2007).
Publicou e editou livros e artigos sobre política, economia, Suécia e Olof Palme. Também publicou contos, e, recentemente, a editora Fondo de Cultura Económica de México publicou a sua primeira novela intitulada Pablo y Matilde en el país del racimo.